# Élections générales espagnoles de 1996 dans la communauté de Madrid
Les élections générales espagnoles de 1996 (en espagnol : Elecciones generales de España de 1996) se sont tenues le dimanche 3 mars 1996 afin d'élire les 350 députés et 208 des 266 sénateurs de la VIe législature des Cortes Generales. 34 députés sont élus dans la communauté de Madrid.

## Résultats

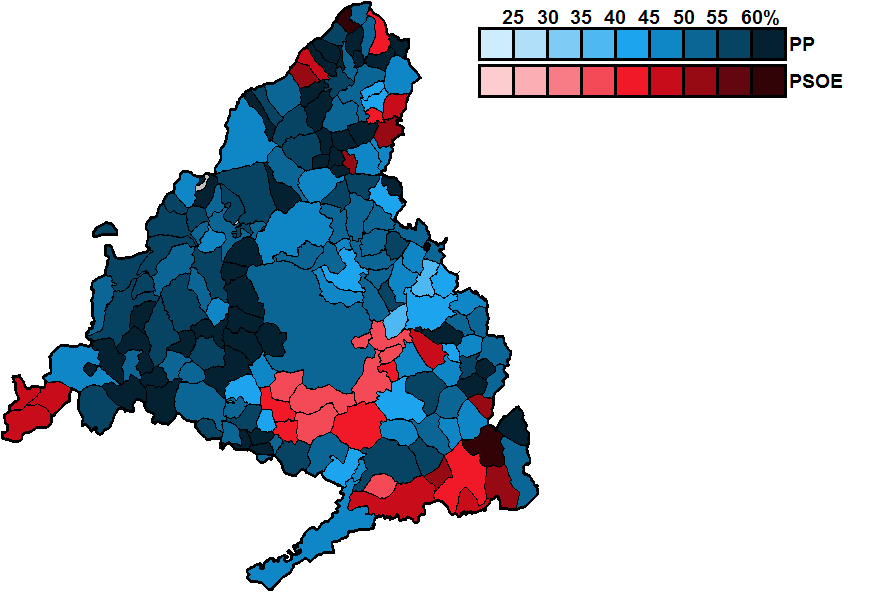
Résultats par commune.